# Épreville
Épreville [epʁəvil] ist eine französische Gemeinde mit 1.068 Einwohnern (Stand: 1. Januar 2022) im Département Seine-Maritime in der Region Normandie. Sie gehört zum Arrondissement Le Havre und zum Kanton Fécamp. Die Einwohner werden Éprevillais genannt.

## Geographie
Épreville liegt im Pays de Caux etwa 30 Kilometer nordöstlich von Le Havre und etwa fünf Kilometer südlich von der Alabasterküste zum Ärmelkanal. Umgeben wird Épreville von den Nachbargemeinden Saint-Léonard im Norden, Fécamp im Nordosten, Tourville-les-Ifs im Osten, Auberville-la-Renault im Osten und Südosten, Sausseuzemare-en-Caux im Süden, Maniquerville im Westen und Südwesten sowie Froberville im Westen.

## Bevölkerungsentwicklung
| Jahr                      | 1962 | 1968 | 1975 | 1982 | 1990 | 1999 | 2006 | 2013 |
| Einwohner                 | 536  | 564  | 632  | 632  | 645  | 762  | 930  | 1057 |
| Quelle: Cassini und INSEE |      |      |      |      |      |      |      |      |

## Sehenswürdigkeiten
- Kirche Saint-Denis aus dem 17. Jahrhundert
- Herrenhaus aus dem 17. Jahrhundert

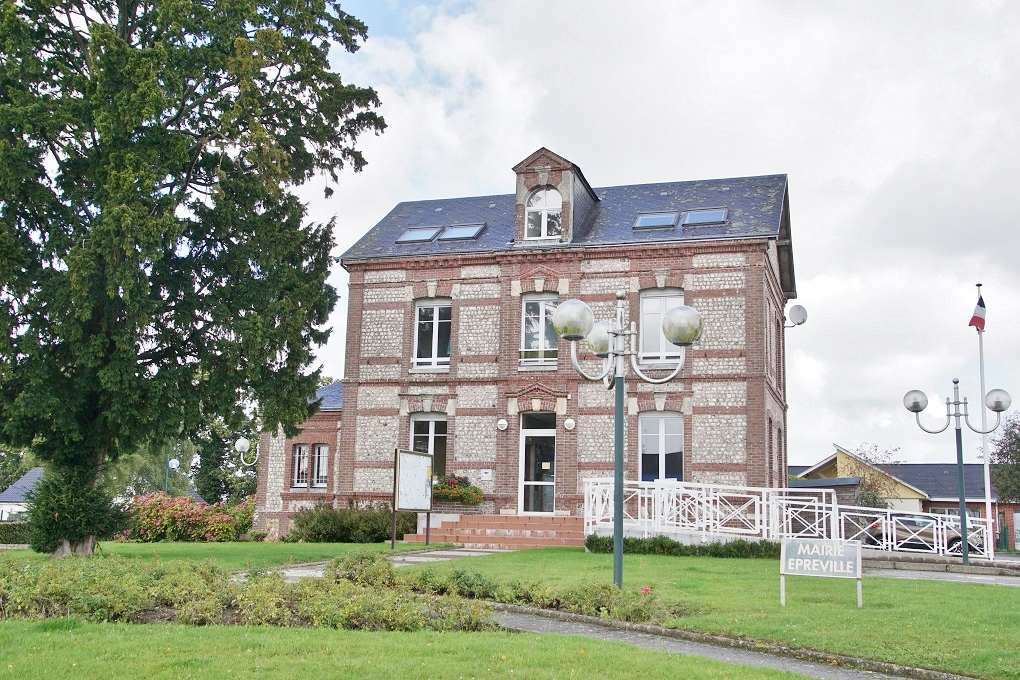
Mairie (Rathaus)